# 杨缘
杨缘（英語：Yuan Yang；1990年—）是英国华裔工党政治人物，生于中国浙江宁波。2011年牛津大学贝利奥尔学院哲学、政治学及经济学毕业。曾為《金融时报》记者，2024年英国大选当选英國國會厄利-伍德利议会选区议员，成為英國首位在中國大陸出生的華裔下議院議員。

## 早年经历
楊緣出生於中國大陸寧波市，父母為學者出身，因攻讀博士，將未滿週歲的她送往四川峨嵋山，由外祖父母撫養長大。4歲時隨父母移民英國，居住在英格蘭北部的曼彻斯特和利茲。楊緣從小就对写作充满热情，她表示這「受到了我的老师和我十几岁时参加的一个名为『约克郡写作小组』的团体的鼓励」。
楊緣就讀於私立的布拉德福德文法学校，並於2008年畢業。之後，她在牛津大学贝利奥尔学院攻读哲学、政治学及经济学（PPE）学士学位，2011年以一等榮譽成绩毕业。在2008年金融危机期间，為了「促進經濟學知識的傳播，讓英國有更好的政策制定者」，楊緣與朋友發起了Rethinking Economics，一項非營利性質活動。她认为，大學應當改進經濟學的教育方式，讓「学生能够在不同的思想流派中做出选择」。她希望该活动能为對經濟學感興趣的學生提供空间，解決「现实世界的经济问题、更广泛的经济公義问题及实体经济改革」。
2012年至2013年，楊緣在倫敦政治經濟學院就讀，攻讀經濟學碩士學位。2013年，她獲中國大陸政府獎學金資助前往北京大學留学一年。

## 政治生涯
2014年結束中國大陸的留學並返回英國後，楊緣選擇加入英國記者聯盟（NUJ）的工會，並加入工黨。
2023年12月，楊緣成為2024年英國大選厄利和伍德利的工黨候选人。在此之前，她和她的家人已在此生活了14年。據楊本人表示，她参选的部分原因是自己亲眼目睹了保守黨政府的「緊縮政策對自己生活的社區帶來的破壞」。在競選期間，楊緣承諾支持居英港人的權利，并反对2020年的港區國安法。
2024年7月初的大選中，她以18,209票击败保守黨候选人（17,361票），當選新設立選區厄利和伍德利的國會議員，由此成為英國第一位在中国大陆出生的華裔下議院議員。